# ویتوریو آماندولا
ویتوریو آماندولا (ایتالیایی: Vittorio Amandola؛ ‏ ۴ نوامبر ۱۹۵۲ – ۲۲ ژوئیهٔ ۲۰۱۰) بازیگر، صداپیشه، دیالوگ‌نویس و کارگردان نمایش اهل ایتالیا بود.
از فیلم‌هایی که وی در آن نقش داشته‌است، می‌توان به بدرود مسکو، مینو، هیولا، جینجر و فرد و زمانی برای کشتن اشاره کرد.